# Alóides
Alóides, en grec moderne : Αλόιδες, est un village du dème de Mylopótamos, en Crète, en Grèce. Selon le recensement de 2011, la population d'Alóides compte 285 habitants. Il est situé à une altitude de 380 m et à une distance de 49 km de Réthymnon.

## Recensements de la population
| Recensements | 1900 | 1928 | 1940 | 1951 | 1961 | 1971 | 1981 | 1991 | 2001 | 2011 |
| ------------ | ---- | ---- | ---- | ---- | ---- | ---- | ---- | ---- | ---- | ---- |
| Population   | 214  | 296  | 402  | 428  | 473  | 362  | 340  | 284  | 278  | 285  |